# 梅维恒
梅维恒（英語：Victor Henry Mair，1943年3月25日—），美国汉学家、敦煌学家和语言学家。1979年任宾夕法尼亚大学亚洲及中东研究系教授、考古及人类学博物馆顾问。